# Desa Kedungsoko (administrativ by i Indonesien, lat -7,07, long 112,14)
Desa Kedungsoko är en administrativ by i Indonesien.   Den ligger i provinsen Jawa Timur, i den västra delen av landet, 600 km öster om huvudstaden Jakarta.